# Confessions of a Dangerous Mind (album)
Confessions of a Dangerous Mind è il quinto album in studio del rapper statunitense Logic, pubblicato nel 2019.

## Tracce
1. Confessions of a Dangerous Mind – 4:44
2. Homicide (featuring Eminem) – 4:05
3. Wannabe – 1:18
4. Clickbait – 2:36
5. Mama / Show Love (featuring YBN Cordae) – 4:01
6. Out of Sight – 2:17
7. Pardon My Ego – 2:53
8. Commando (featuring G-Eazy) – 3:31
9. Icy (featuring Gucci Mane) – 4:25
10. Still Ballin' (featuring Wiz Khalifa) – 3:59
11. Cocaine – 2:54
12. Limitless – 4:04
13. Keanu Reeves – 3:46
14. Don't Be Afraid to Be Different (featuring Will Smith) – 3:45
15. Bobby (featuring My Dad) – 2:47
16. Lost in Translation – 4:49